# Chaloupky (Klatovy)
Chaloupky jsou malá vesnice, část města Klatovy ve stejnojmenném okrese v Plzeňském kraji. Nachází se asi tři kilometry severovýchodně od Klatov. Chaloupky leží v katastrálním území Klatovy o výměře 27,21 km².

## Historie
Chaloupky vznikly roku 1964 jako část města Klatovy ve stejnojmenném okrese.

## Obyvatelstvo
| Rok            | 1869 | 1880 | 1890 | 1900 | 1910 | 1921 | 1930 | 1950 | 1961 | 1970 | 1980 | 1991 | 2001 | 2011 | 2021 |
| -------------- | ---- | ---- | ---- | ---- | ---- | ---- | ---- | ---- | ---- | ---- | ---- | ---- | ---- | ---- | ---- |
| Počet obyvatel |      |      |      |      |      |      |      |      | 17   | 71   | 9    | 5    | 22   | 25   | 60   |
| Počet domů     |      |      |      |      |      |      |      |      |      | 6    | 2    | 3    | 12   | 13   | 19   |

## Galerie

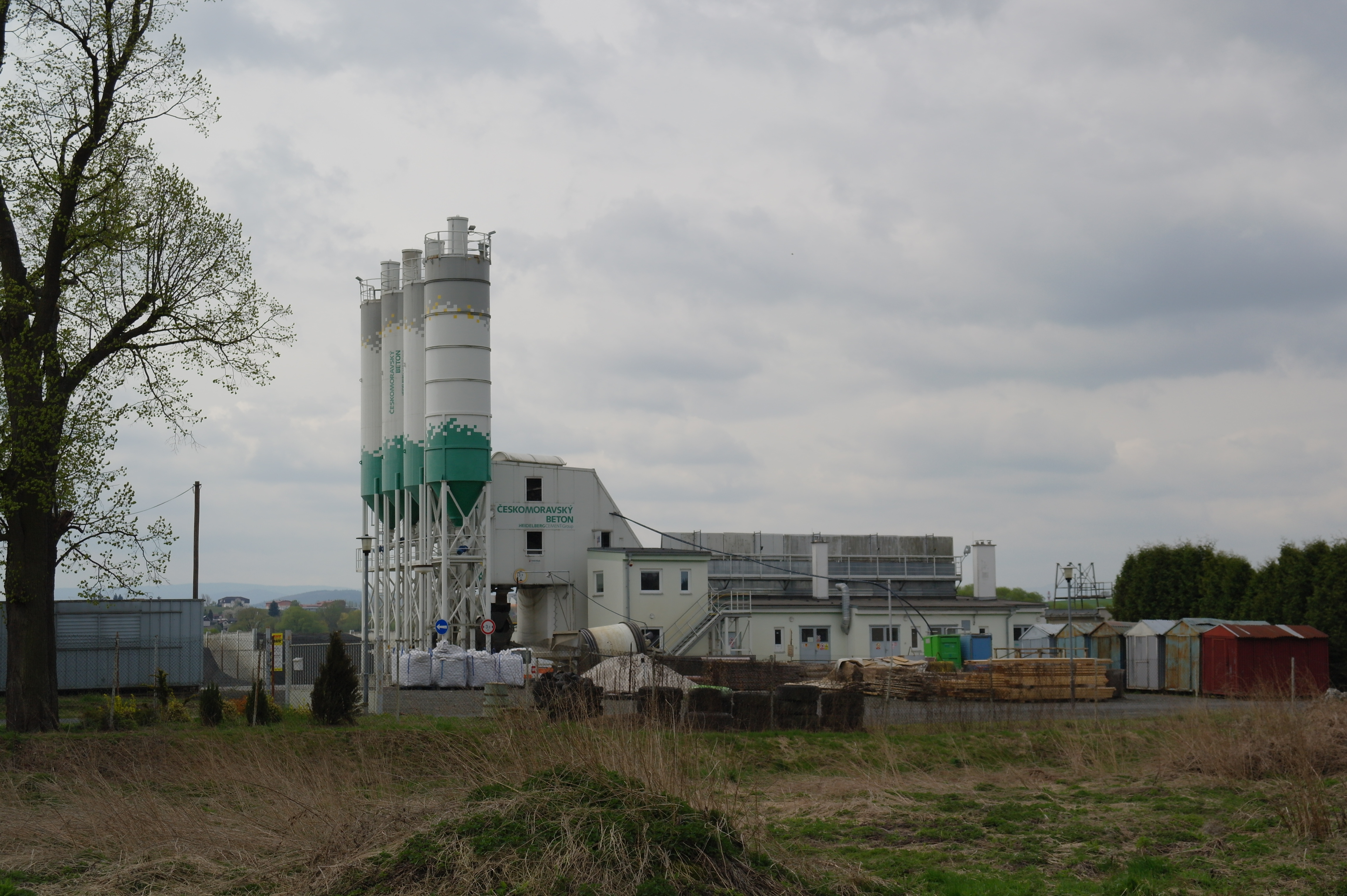
Sila
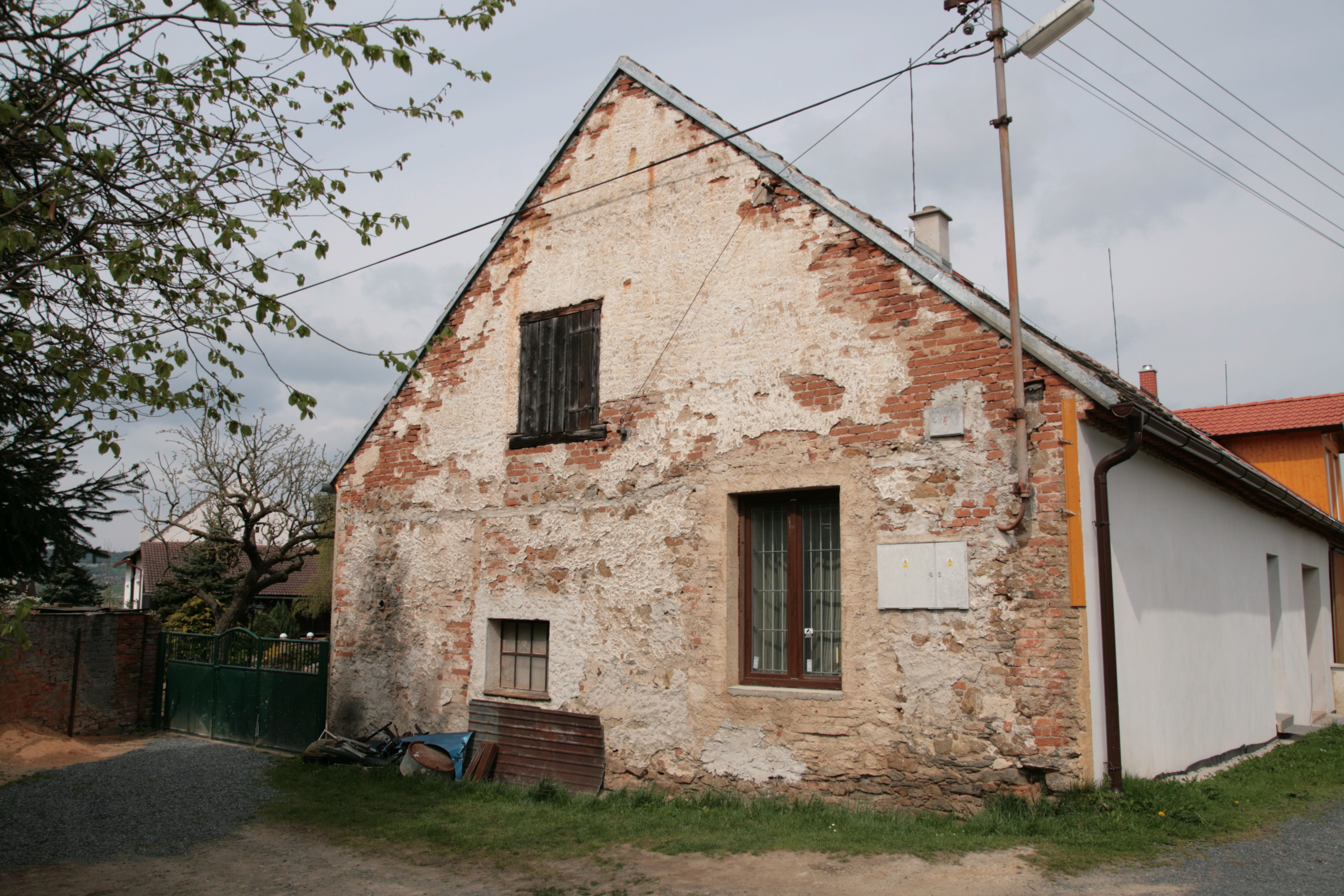
Chalupa
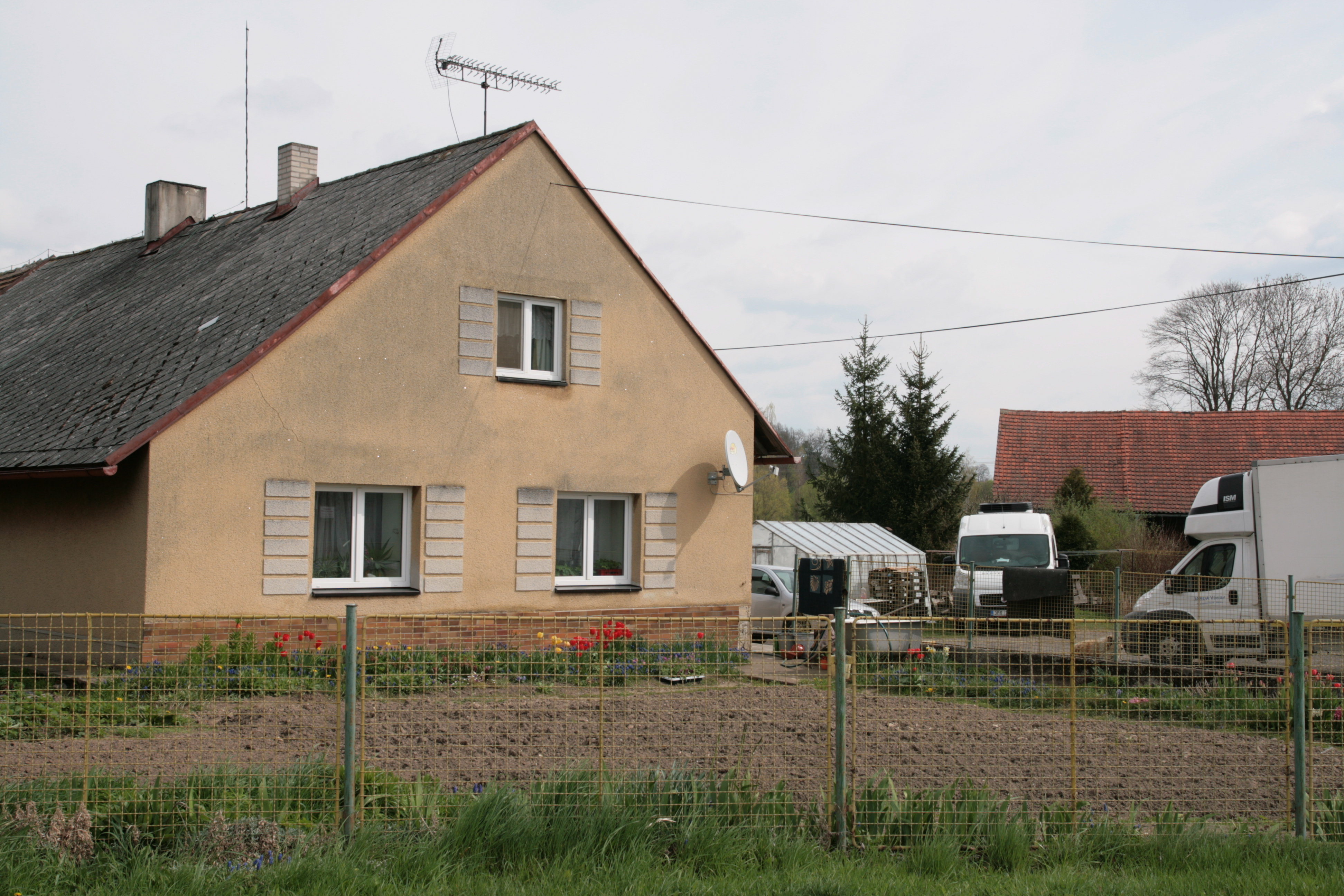
Dům